# 郭集芬
郭集芬，湖北省漢陽府黃陂縣人，清朝政治人物、進士出身。
光緒十六年（1890年），参加光緒庚寅科殿試，登進士二甲128名。同年五月，著主事，分部学习。